# HandbaL Venlo
HandbaL Venlo is een Nederlandse handbalvereniging uit het Limburgse Venlo. Tot 2012 droeg de handbalvereniging de naam Loreal.

## Geschiedenis

### Clubnaam
In 1957 werd in Venlo de eerste handbalvereniging opgericht onder de naam Athene '56 (deze club bleef voortbestaan tot 1987). In 1965 stapten enkele leden uit onvrede op en startten een eigen vereniging onder de naam L'Oreal, naar het bekende cosmeticamerk. Dit merk verzocht echter de club om de apostrofe weg te halen, waardoor de naam officieel Loreal werd. 
Op 26 maart 2012 werd op een extra ledenvergadering besloten om een naamwijzing te doorvoeren. Sindsdien heet de handbalvereniging HandbaL Venlo. De reden voor de naamswijziging was dat potentiële geldschieters altijd terughoudend waren, omdat de naam werd gekoppeld aan het Franse cosmeticabedrijf L'Oréal. De hoofdletter 'L' is als verwijzing naar de oude clubnaam Loreal.
Vanaf seizoen '22-'23 zijn HandbaL Venlo en HV Blerick, met een complete fusie in het vooruitzicht, tijdelijk gaan werken onder één naam en logo: Cabooter HC Groot Venlo.

### Fusie- en samenwerkingsplannen
Enige malen is er een poging gedaan om een fusie tot stand te brengen tussen de drie Venlose handbalverenigingen Athene '56, Loreal en HVB (nu HV Blerick). Een fusie tussen Loreal en Athene '56 liep in de jaren '80 al mis. In 1987 werd Athene '56 opgeheven. In het seizoen 1994/95 onderhandelde Loreal met HVB voor een federatieve samenwerking. Deze samenwerking optie liep ook stuk.
In 2022 werd aangekondigd dat Handbal Venlo en HV Blerick samen zouden gaan werken richting een fusie, om de handbalsport in Venlo verder te verduurzamen. Na de fusie telt de nieuwe vereniging zo’n zeshonderd leden, waarmee de voormalige rivalen een van de grootste handbalclubs van het land gaan vormen. „Als we het handbal in Noord-Limburg willen laten groeien is dit een noodzakelijke stap”, zegt HandbaL Venlo-voorzitter Benjamin Maas. Op dit moment werken de clubs al samen. Zo speelt Groot Venlo, een samenwerking tussen HandbaL VenLo, Eksplosion ‘71 uit Tegelen en Blerick al een aantal seizoenen in de Hoofdklasse bij de mannen en in een groot aantal jeugdteams. Seizoen 2023-2024 zal gebruikt worden om proef te draaien en alles in werking te zetten. Een belangrijke stap in dat proces, buiten de nieuwe naam en clubkleuren, is een nieuwe accommodatie. Sporthal Craneveld voldoet al langer niet meer aan alle eisen voor tophandbal en is te klein.

## Heren

### Geschiedenis

#### Promotie terug naar de eredivisie (2014 - 2018)
Na een desastreuse twaalfde plaats in het seizoen 2013/14. Rechtte HandbaL Venlo in seizoen daarop de rug, want 21 jaar na de degradatie uit de eredivisie in het seizoen 1987/88 promoveerde HandbaL Venlo op 16 maart 2015 weer naar de eredivisie. In de laatste competitiewedstrijd speelde het herenteam van HandbaL Venlo tegen DIOS. De eindstand van 21-18 was voor Venlo voldoende om concurrent WHC in de eindstand voor te blijven en daarmee te promoveren naar de eredivisie.

#### Terugtrekken uit de eredivisie en ontstaan HC Groot Venlo (2018 - 2021)
In 2018 werd bekend dat het herenteam zich terugtrok uit de eredivisie. Het bestuur van HandbaL Venlo heeft, na lang beraad met de diverse geledingen binnen de vereniging, een noodzakelijke koerswijziging gemaakt. Het vlaggenschip van de heren speelde dan ook in 2018/19 niet meer in de eredivisie. Het eerste team van HandbaL Venlo nam de plek van HandbaL Venlo 2 in de hoofdklasse in.
Vanaf het seizoen 2020/2021 ging HandbaL Venlo deels samenwerken met HV Blerick en HV Eksplosion '71 onder de naam HC Groot Venlo., eveneens in de hoofdklasse.

### Resultaten
- 1979 3e
Eerste divisie B
- 1980 3e
Eerste divisie B
- 1981 5e
Eerste divisie B
- 1982 8e
Eerste divisie B
- 1983 5e
Eerste divisie B
- 1984 3e
Eerste divisie B
- 1985 1e
Eerste divisie B
- 1986 9e
Eredivisie
- 1987 9e
Eredivisie
- 1988 11e
Eredivisie
- 1989 9e
Eerste divisie B
- 1990 5e
Eerste divisie B
- 1991 4e
Eerste divisie B
- 1992 6e
Eerste divisie B
- 1993 7e
Eerste divisie B
- 1994 4e
Eerste divisie B
- 1995 11e
Eerste divisie B
- 1996 4e
Tweede divisie B
- 1997
- 1998
- 1999 2e
Tweede divisie B
- 2000
- 2001 2e
Tweede divisie B
- 2002 3e
Tweede divisie B
- 2003 11e
Hoofdklasse B
- 2004 7e
Regioklasse B
- 2005 1e
Regioklasse B
- 2006 3e
Hoofdklasse B
- 2007 2e
Hoofdklasse B
- 2008 1e
Hoofdklasse B
- 2009 2e
Eerste divisie
- 2010 9e
Eredivisie
- 2011 11e
Eredivisie
- 2012 6e
Eerste divisie
- 2013 11e
Eerste divisie
- 2014 12e
Eerste divisie
- 2015 1e
Eerste divisie
- 2016 13e
Eredivisie
- 2017 11e
Eredivisie
- 2018 13e
Eredivisie
- 2019 3e
Hoofdklasse B
- 2020 8e
Hoofdklasse B
- 2021
Hoofdklasse B
- 2022 6e
Hoofdklasse B
- 2023 8e
Hoofdklasse B

- Eredivisie
- Eerste divisie
- Tweede divisie
- Hoofdklasse

- In 2020 speelde het eerste team onder de naam van HC Groot Venlo.

Maarten Cornelissen ·
Billy van de Hombergh ·
Marcel van der Koelen ·
Sjonnie Leyssen ·
Eric Rijk ·
Rob van de Sande ·
Martin Scheerder ·
Sjaak Simons ·
Bart de Swart ·
Harry Theuwen ·
Wilbert Thijssen ·
Alex Vaassen ·
Robert Zijmers ·
Coach: Ton Reijnders
Maarten Cornelissen ·
Peter Gommans ·
Roel Hanegraaf ·
Marcel van der Koelen ·
Sjonnie Leyssen ·
Eric Rijk ·
Rob van de Sande ·
Sjaak Simons ·
Bart de Swart ·
Harry Theuwen ·
Wilbert Thijssen ·
Peter Vernooy ·
Coach: Ton Reijnders

## Dames

### Geschiedenis

#### Promotie naar de eredivisie (2009 - 2015)
Na de goede prestatie in het 2008/09 promoveerde de dames van Loreal in 2009 naar de eredivisie. In het eerste seizoen dat Loreal terug was in de eredivisie eindigden de dames met twee punten onderaan in de reguliere competitie. Door de laatste plaats moest Loreal rechtstreeks degraderen. Hierdoor kwamen de dames van Loreal terug in de eerste divisie. In het seizoen 2009/10 waren de dames na zesentwintig speelrondes de beste van de competitie. Hierdoor werden de dames onder leiding van Henk Rutten kampioen van de eerste divisie. Door de promotie naar de eredivisie werden een aantal spelers binnengehaald om Loreal in de eredivisie te houden. Onder meer Eefje Huijsmans, Tatjana van den Broek en Inger Smits werden toegevoegd aan de selectie. De vader van Inger Smits, Gino Smits werd de nieuwe coach van Loreal. Hij verving Henk Rutten vanwege gezondheidsproblemen. Tussen Rutten en Smits stond Sjors Röttger tijdelijk voor de groep. Loreal presteerde goed in het seizoen 2011/12. Met twaalf punten uit achttien wedstrijden behaalden de dames net niet een plaats in de kampioenspoule. E&O had dat seizoen een beter doelsaldo. In de nacompetitie behaalden de dames de zevende plaats in het Nederlands kampioenschap. 
Na de handhaving in 2011/2012 bleef Smits langer als hoofdcoach van de dames. De club veranderde de verenigingsnaam van Loreal naar HandbaL Venlo. De prestaties in het seizoen 2012/2013 waren wederom goed. HandbaL Venlo behaalde de kampioenspoule en werd vijfde van Nederland. Na het topseizoen verliet Smits de dames en werd opgevolgd door William Gommans. Onder Gommans behaalden de dames de achtste plaats in zowel de reguliere als in de nacompetitie.

#### Middenmoter (2015 - 2019)
Door de teleurstellende achtste plaats onder Gommans werd hij vervangen door zijn assistent Sander Barents. Onder Barents werd de 17-jarige Larissa Nüsser van BFC toegevoegd aan de eerste selectie. Met Nüsser in de gelederen werd HandbaL Venlo de in de reguliere competitie als in de nacompetitie zesde. Het seizoen daarop werd Richard Curfs aangesteld als coach van de vrouwen. Voordat Curfs bij de vrouwen was aangesteld was de oefenmeester coach van de mannen van HandbaL Venlo. Onder Curfs behaalde HandbaL Venlo twee maal de zesde plaats. Na vier jaar bij HandbaL Venlo, waarvan twee jaar bij de dames coach was, ging Curfs naar de concurrent V&L. HandbaL Venlo zag in Robin Gielen de beste vervanger. In het eerste seizoen van Gielen werd wederom de zesde plaats behaald.

#### Meedoen om de prijzen en Europees handbal (2019 - heden)
In het seizoen 2018/2019 behaalde HandbaL Venlo de derde plaats in de reguliere competitie. In de nacompetitie eindigde de ploeg van Gielen op de vijfde plaats. Tevens behaalde de dames van HandbaL Venlo de bekerfinale. In dames verloren de finale met 24-26 van Quintus. Het seizoen daarop behaalde de dames van Venlo een ware topseizoen, met een zwartrandje. De dames eindigde op de tweede plaats in de reguliere competitie. Door de tweede plaats kreeg HandbaL Venlo vrijstelling voor de eerste ronde in de nacompetitie. Helaas voor de Venlose dames ging het niet door. Corona gooide roet in het eten. De competitie werd stop gezet en niet meer herhaald. In 2020/21 schreef het NHV een nieuw seizoen uit, maar al na vier wedstrijden werd wederom stilgelegd. In april 2021 werd vanuit het NHV een alternatieve competitie opgezet. HandbaL Venlo behaalde in de alternatieve competitie de tweede plaats.
In het seizoen 2021/2022 wist HandbaL Venlo voor landskampioen van Nederland te worden. Op 21 mei 2022, tijdens de tweede wedstrijd van de 'best of three'-reeks tegen regerend landskampioen VOC, werd de eerste landstitel behaald.
Het seizoen 2022/2023 streden HandbaL Venlo en VOC wederom voor de prijzen. Op 18 mei 2023 wist het damesteam van HandbaL Venlo voor het eerst de nationale beker te winnen ten koste van VOC. Twee dagen later werd de eerste wedstrijd van de 'best of three'-reeks gespeeld tegen wederom VOC. In sporthal Egerbos wist VOC het eerste duel om de landstitel te winnen. Een week later, tijdens de tweede  wedstrijd van de 'best of three'-reeks, wist VOC wederom te winnen en werd daarmee landskampioen.

### Resultaat

#### Nationale competitie
- 2001 3e
Tweede divisie
- 2002 1e
Tweede divisie
- 2003 3e
Hoofdklasse
- 2004 3e
Hoofdklasse
- 2005 2e
Hoofdklasse
- 2006 7e
Hoofdklasse
- 2007 1e
Hoofdklasse B
- 2008
Eerste divisie
- 2009
Eerste divisie
- 2010 13e
Eredivisie
- 2011 1e
Eerste divisie
- 2012 7e
Eredivisie
- 2013 5e
Eredivisie
- 2014 8e
Eredivisie
- 2015 6e
Eredivisie
- 2016 6e
Eredivisie
- 2017 6e
Eredivisie
- 2018 6e
Eredivisie
- 2019 5e
Eredivisie
- 2020 2e
Eredivisie
- 2021
Eredivisie
- 2022 1e
Eredivisie
- 2023 2e
Eredivisie
- 2024 1e
Eredivisie

- Eredivisie
- Eerste divisie
- Tweede divisie

- In 2023 speelde het eerste team onder de naam van HC Groot Venlo.

#### Europees Handbal
| Seizoen | Competitie   | Ronde | Land                           | Club               | Totaalscore | 1e W    | 2e W    |
| ------- | ------------ | ----- | ------------------------------ | ------------------ | ----------- | ------- | ------- |
| 2021/22 | European Cup | 3R    | Vlag van Zwitserland           | LK Zug             | 56 - 60     | 25 - 23 | 31 - 37 |
| 2021/22 | European Cup | L16   | Vlag van Servië                | ZRK Bekament       | 55 - 59     | 31 - 32 | 24 - 27 |
| 2022/23 | European Cup | 2R    | Vlag van Polen                 | JKS Jarosław       | 63 - 59     | 27 - 29 | 36 - 30 |
| 2023/24 | European Cup | 2R    | Vlag van Noord-Macedonië       | WHC Cair Skopje    | 44 - 82     | 26 - 39 | 18 - 43 |
| 2023/24 | European Cup | 3R    | Vlag van Bosnië en Herzegovina | ZRK Krivaja        | 69 - 34     | 39 - 19 | 30 - 15 |
| 2023/24 | European Cup | L16   | Vlag van Kroatië               | ZRK Bjelovar       | 48 - 65     | 21 - 29 | 27 - 36 |
| 2023/24 | European Cup | KF    | Vlag van Slowakije             | IUVENTA Michalovce | 57 - 43     | 30 - 18 | 27 - 25 |

### Lijst van trainers
- 0000–2009:  Henk Rutten
- 0000–2009:  Frank van den Broek (a.i.)
- 2009–2010:  Guido Janssen
- 2010–2011:  Henk Rutten

- 0000–2011:  Sjors Röttger (a.i.)
- 2011–2013:  Gino Smits
- 2013–2014:  William Gommans
- 2014–2015:  Sander Barents
- 2015–2017:  Richard Curfs
- 2017–2024:  Robin Gielen

1. Marit Buckers ·
3. Juul Bouten ·
4. Angela Steenbakkers ·
5. Diede Konings ·
6. Ruby Vaessens ·
7. Manon Zijlmans ·
8. Demi Smolenaers ·
9. Elise Flipsen ·
10. Anna Leunissen ·
11. Lynn Geurts ·
13. Liza Rovers ·
14. Yara Vlaswinkel ·
16. Veerle Heebing ·
17. Minke van Katwijk ·
18. Pien de Swart ·
17. Lisanne Kruijswijk ·
22. Sharon Grummel ·
28. Roos Beljon ·
Tess Tacken ·
Coach: Robin Gielen
1. Marit Buckers ·
3. Lianne van Sleeuwen ·
4. Angela Steenbakkers ·
5. Janiek van Sleeuwen ·
6. Ruby Vaessens ·
7. Manon Zijlmans ·
8. Demi Smolenaers ·
9. Tessa Schuijs ·
10. Anna Leunissen ·
11. Lynn Geurts ·
13. Liza Rovers ·
14. Becky van Nijf ·
17. Annika Noordink ·
22. Sharon Grummel ·
23. Roos Beljon ·
26. Pien de Swart ·
Coach: Robin Gielen

## Erelijst

### Heren
| Competitie       | Aantal | Jaren            |
| ---------------- | ------ | ---------------- |
| Nationaal        |        |                  |
| Eerste divisie   | 2x     | 1984/85, 2014/15 |
| Tweede divisie B | 1x     | 1977/78          |
| Hoofdklasse B    | 1x     | 2007/08          |
| Regio klasse B   | 1x     | 2004/05          |

### Dames
| Competitie         | Aantal | Jaren                     |
| ------------------ | ------ | ------------------------- |
| Nationaal          |        |                           |
| Landskampioenschap | 1x     | 2021/22                   |
| Bekerwinnaar       | 1x     | 2022/23                   |
| Supercup           | 1x     | 2023                      |
| Eerste divisie     | 2x     | 1979/80, 2011/12          |
| Tweede divisie B   | 3x     | 1977/78, 2001/02, 1989/90 |
| Hoofdklasse B      | 1x     | 2006/07                   |
| Kleine toernooien  |        |                           |
| Limburg Cup        | 1x     | 2017                      |